# Horloge florale de Linné
Ne doit pas être confondu avec Horloge fleurie.
L'horloge florale de Linné était un plan de jardin hypothétisé par Carl von Linné composé de nombreuses plantes dont les fleurs s'ouvrent et se ferment à des moments particuliers du jour, indiquant précisément l'heure,. 

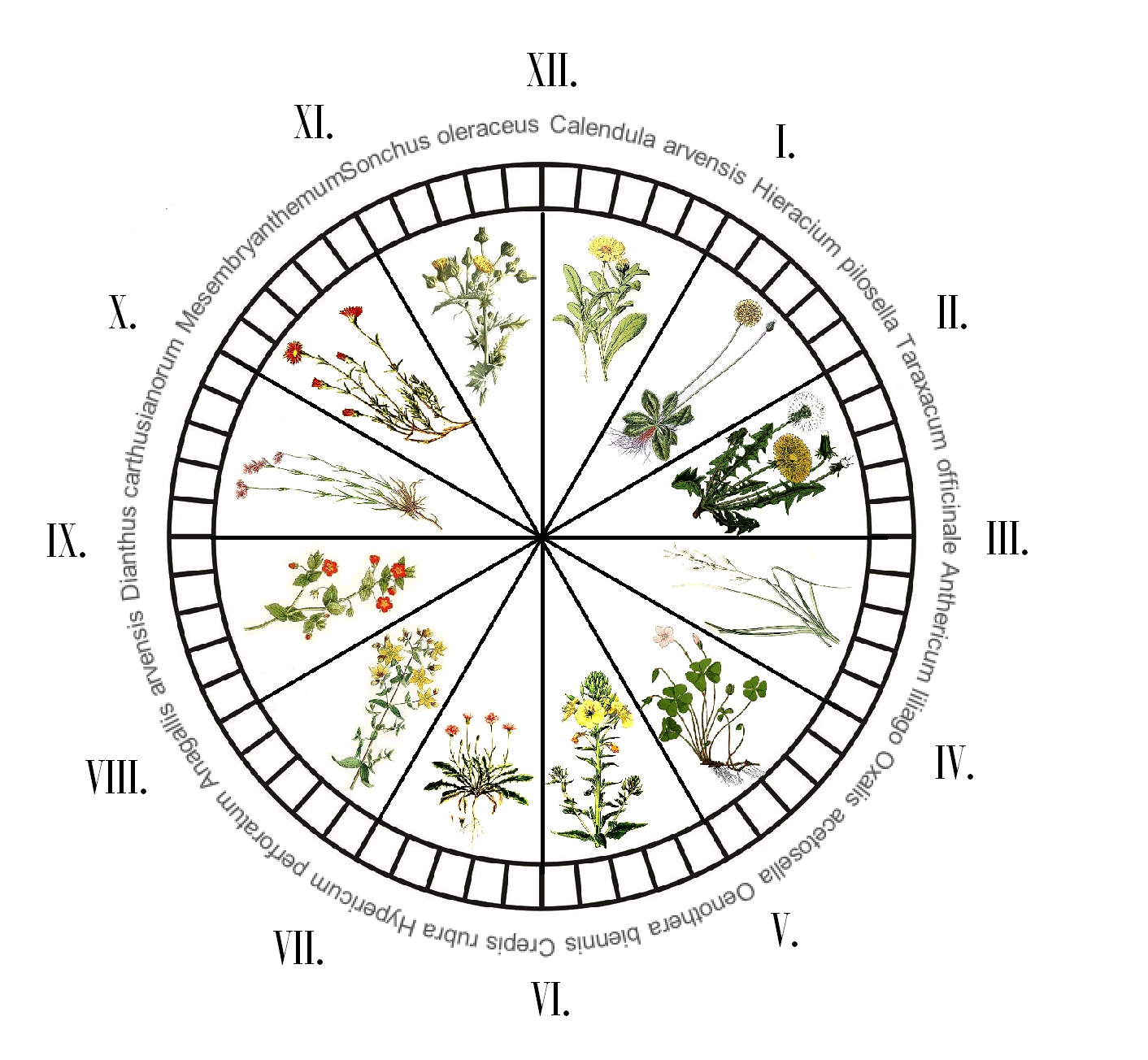
Représentation de l'horloge florale de Linné.

Il propose l'idée de ce jardin dans Philosophia Botanica (en) en 1751, l'appelant Horologium Florae,. Il n'a peut-être jamais planté son jardin, mais l'idée a été tentée par de nombreux jardins botaniques au début du XIXe siècle, avec des succès mitigés. Beaucoup de plantes possèdent un fort rythme circadien, et quelques-unes s'ouvrent à un temps très régulier, mais la précision d'une telle horloge est limitée car la période de floraison est affecté par le temps et les saisons. Les périodes de floraison enregistrées par Linné sont également sujettes aux différences de lumière du jour dues à la latitude : ses mesures sont basées sur les périodes de floraison à Uppsala.
Les plantes suggérées par Linné pour son horloge sont données dans le tableau ci-dessous, ordonnées par période de floraison. Le symbole « - » signifie que les données sont manquantes.
| Nom                                                             | Ouverture | Fermeture |
| --------------------------------------------------------------- | --------- | --------- |
| Tragopogon pratensis                                            | 3 h       | -         |
| Leontodon hispidum L.                                           | vers 4 h  | -         |
| Helminthotheca echioides (L.) Holub                             | 4-5 h.    | -         |
| Cichorium intybus L.                                            | 4-5 h     | -         |
| Crepis tectorum L.                                              | 4-5 h     | -         |
| Reichardia tingitana (L.) Roth                                  | vers 6 h  | 10 h      |
| Sonchus oleraceus L.                                            | 5 h       | 0 h       |
| Taraxacum officinale Weber                                      | 5 h       | 8-9 h     |
| Crepis alpina L.                                                | 5 h       | 11 h      |
| Tragopogon hybridus L.                                          | 5 h       | 11 h      |
| Rhagadiolus edulis Gaertner                                     | 5 h       | 10 h      |
| Lapsana chondrilloides L.                                       | 5 h       | -         |
| Convolvulus tricolor L.                                         | 5 h       | -         |
| Hypochaeris maculata L.                                         | 6 h       | 16-17 h   |
| Hieracium umbellatum L.                                         | 6 h       | 17 h      |
| Hieracium murorum L.                                            | 6 h       | 14 h      |
| Crepis rubra L.                                                 | 6 h       | 13-14 h   |
| Sonchus arvensis L.                                             | 6 h       | -         |
| Sonchus palustris L.                                            | vers 7 h  | 14 h      |
| Leontodon autumnale L.                                          | 7 h       | 15 h      |
| Hieracium sabaudum L.                                           | 7 h       | 13-14 h   |
| Cicerbita alpina (L.) Wallr.                                    | 7 h       | 0 h       |
| Lactuca sativa L.                                               | 7 h       | 10 h      |
| Calendula pluvialis L.                                          | 7 h       | 15-16 h   |
| Nymphaea alba L.                                                | 7 h       | 17 h      |
| Anthericum ramosum L.                                           | 7 h       | -         |
| Hypochaeris achyrophorus L.                                     | 7-8 h     | 14 h      |
| Hedypnois rhagadioloides (L.) Schmidt subsp. cretica (L.) Hayck | 7-8 h     | 14 h      |
| Trichodiadema babrata (L.) Schwartes                            | 7-8 h     | 14 h      |
| Hieracium pilosella L.                                          | 8 h       | -         |
| Anagallis arvensis L.                                           | 8 h       | -         |
| Petrorhagia prolifera (L.) Ball & Heywood                       | 8 h       | 13 h      |
| Hypochaeris glabra L.                                           | 9 h       | 13 h      |
| Malva caroliniana L.                                            | 9-10 h    | 13 h      |
| Spergularia rubra (L.) J. & C. Presl                            | 9-10 h    | 14-15 h   |
| Mesembryanthemum crystallinum                                   | 9-10 h    | 15-16 h   |
| Cryophytum nodiflorum (L.) L. Bol.                              | 10-11 h   | 15 h      |
| Calendula officinalis L.                                        | -         | 15 h      |
| Hieracium aurantiacum                                           | -         | 15-16 h   |
| Anthericum ramosum L. (syn. Anthericum album)                   | -         | 15-16 h   |
| Alyssum alyssoides L.                                           | -         | 16 h      |
| Papaver nudicaule L.                                            | -         | 19 h      |
| Hemerocallis lilioasphodelus L.                                 | -         | 19-20 h   |